# هلينا (أوكلاهوما)
هلينا (بالإنجليزية: Helena, Oklahoma)‏ هي بلدة أمريكية تقع في الولايات المتحدة في مقاطعة الفالفا، أوكلاهوما. يقدر عدد سكانها بـ 1,403 نسمة ومساحتها 1.0 كم2 وترتفع عن سطح البحر 430 متر.

## التركيبة السكانية
حدّد مكتب تعداد الولايات المتحدة بيانات التركيبة السكانية لهلينا في تعداد الولايات المتحدة. في ما يلي، التركيبة السكانية حسب تعدادي 2000 و2010.

### تعداد عام 2000
بلغ عدد سكان هلينا 443 نسمة بحسب تعداد عام 2000، وبلغ عدد الأسر 177 أسرة وعدد العائلات 120 عائلة مقيمة في البلدة. في حين سجلت الكثافة السكانية 466.3 نسمة لكل كيلومتر مربع (1,207.7/ميل2). وبلغ عدد الوحدات السكنية 211 وحدة بمتوسط كثافة قدره 222.1 لكل كيلومتر مربع (575.2/ميل2).
وتوزع التركيب العرقي للبلدة بنسبة 94.58% من البيض و0.45% من الأمريكيين الأفارقة و1.35% من الأمريكيين الأصليين و0.45% من الأعراق الأخرى و3.16% من عرقين مختلطين أو أكثر و1.81% من الهسبانيون أو اللاتينيون من أي عرق.
بلغ عدد الأسر 177 أسرة كانت نسبة 32.8% منها لديها أطفال تحت سن الثامنة عشر تعيش معهم، وبلغت نسبة الأزواج القاطنين مع بعضهم البعض 57.1% من أصل المجموع الكلي للأسر، ونسبة 7.3% من الأسر كان لديها معيلات من الإناث دون وجود شريك،  بينما كانت نسبة 3.4% من الأسر لديها معيلون من الذكور دون وجود شريكة وكانت نسبة 32.2% من غير العائلات. تألفت نسبة 29.4% من أصل جميع الأسر من عدة أفراد يعيشون في نفس المنزل ونسبة 14.7% كانت تتألف من شخص يعيش بمفرده يبلغ من العمر 65 عاماً أو أكثر. وبلغ متوسط حجم الأسرة المعيشية 2.36، أما متوسط حجم العائلات فبلغ 2.90.
بلغ العمر الوسطي للسكان 41.6 عاماً. وكانت نسبة 24.8% من القاطنين تحت سن الثامنة عشر، وكانت نسبة 7.2% بين الثامنة عشر والرابعة والعشرين عاماً، ونسبة 21.2% كانت واقعةً في الفئة العمرية ما بين الخامسة والعشرين والرابعة والأربعين عاماً، ونسبة 23.3% كانت ما بين الخامسة والأربعين والرابعة والستين، ونسبة 17.6% كانت ضمن فئة الخامسة والستين عاماً فما فوق. يوجد لكل 100 أنثى 79.7 ذكر، ويوجد لكل 100 أنثى في الثامنة عشر من عمرها فما فوق 84.9 ذكر.
بلغ متوسط دخل الأسرة في البلدة 31,705 دولارًا، أما متوسط دخل العائلة فبلغ 36,528 دولارًا. وكان متوسط دخل الذكور 26,563 دولارًا مقابل 18,839 دولارًا للإناث. وسجل دخل الفرد الخاص بالبلدة 14,985 دولارًا. وكانت نسبة 9.9% من العائلات ونسبة 8.6% من السكان تحت خط الفقر، وكان من هؤلاء نسبة 10.8% تحت سن الثامنة عشر ونسبة 5.1% في الخامسة والستين من العمر وما فوق.

### تعداد عام 2010
بلغ عدد سكان هلينا 1,403 نسمة بحسب تعداد عام 2010، وبلغ عدد الأسر 167 أسرة وعدد العائلات 115 عائلة مقيمة في البلدة. في حين سجلت الكثافة السكانية 1,476.8 نسمة لكل كيلومتر مربع (3,824.9/ميل2). وبلغ عدد الوحدات السكنية 213 وحدة بمتوسط كثافة قدره 224.2 لكل كيلومتر مربع (580.7/ميل2).
وتوزع التركيب العرقي للبلدة بنسبة 73.34% من البيض و15.04% من الأمريكيين الأفارقة و6.34% من الأمريكيين الأصليين و0.36% من الأمريكيين ذوي الأصول الآسيوية و2% من الأعراق الأخرى و2.92% من عرقين مختلطين أو أكثر و7.48% من الهسبانيون أو اللاتينيون من أي عرق.
بلغ عدد الأسر 167 أسرة كانت نسبة 30.5% منها لديها أطفال تحت سن الثامنة عشر تعيش معهم، وبلغت نسبة الأزواج القاطنين مع بعضهم البعض 55.1% من أصل المجموع الكلي للأسر، ونسبة 12% من الأسر كان لديها معيلات من الإناث دون وجود شريك،  بينما كانت نسبة 1.8% من الأسر لديها معيلون من الذكور دون وجود شريكة وكانت نسبة 31.1% من غير العائلات. تألفت نسبة 26.3% من أصل جميع الأسر من عدة أفراد يعيشون في نفس المنزل ونسبة 13.8% كانت تتألف من شخص يعيش بمفرده يبلغ من العمر 65 عاماً أو أكثر. وبلغ متوسط حجم الأسرة المعيشية 2.40، أما متوسط حجم العائلات فبلغ 2.84.
بلغ العمر الوسطي للسكان 44.7 عاماً. وكانت نسبة 7.3% من القاطنين تحت سن الثامنة عشر، وكانت نسبة 2.4% بين الثامنة عشر والرابعة والعشرين عاماً، ونسبة 41.3% كانت واقعةً في الفئة العمرية ما بين الخامسة والعشرين والرابعة والأربعين عاماً، ونسبة 39.6% كانت ما بين الخامسة والأربعين والرابعة والستين، ونسبة 9.5% كانت ضمن فئة الخامسة والستين عاماً فما فوق. وتوزع التركيب الجنسي للسكان بنسبة 85.5% ذكور و14.5% إناث.